# Symes Nunatak
Symes Nunatak är en nunatak i Antarktis. Den ligger i Östantarktis. Nya Zeeland gör anspråk på området. Toppen på Symes Nunatak är 2 481 meter över havet.
Terrängen runt Symes Nunatak är huvudsakligen en högslätt. Trakten är obefolkad. Det finns inga samhällen i närheten.